# Stenospermation robustum
Stenospermation robustum är en kallaväxtart som beskrevs av Adolf Engler. Stenospermation robustum ingår i släktet Stenospermation och familjen kallaväxter. Inga underarter finns listade.